# Fenoksipropazin
Fenoksipropazin (prodajno ime Drazin) je ireverzibilni i neselektivni inhibitor monoaminoksidaze (MAOI) iz hidrazinske hemijske klase. On je uveden u upotrebu kao antidepresiv 1961, ali je naknadno povućen sa tržišta 1966. zbog moguće pojave hepatotoksičnosti.